# コッタン

コットンの紋章。サンディークロスを模った金と赤の市松に4頭の銀鷲の頭が描かれている

コッタン（仏: Cottun）は、フランスのノルマンディー地域圏、カルヴァドス県に属するコミューン。

## 地理
バイユー西郊に位置する。色とりどりの田園地帯に家屋が散在する、いわゆる散居村。北にはE46、南にはD5の幹線道路がそれぞれ東西に延びている。

## 行政
- 首長：ジェラール・オベール（Gérard Aubert、無所属、1979年から） 大学教授
- 前首長：ミシェル・デュラン（Michel Durand）

## 人口の推移[2]
| 1962年 | 1968年 | 1975年 | 1982年 | 1990年 | 1999年 | 2006年 | 2007年 |
| ------ | ------ | ------ | ------ | ------ | ------ | ------ | ------ |
| 101    | 89     | 119    | 193    | 175    | 183    | 178    | 176    |

## 観光スポット
- 12世紀から14世紀にかけ建てられた聖アンドレ教会。尖塔は1937年の雷で壊された
- ルペルティエ・モーランドにより19世紀に建てられた城